# 1932 год в кино

## Фильмы

### Мировое кино
- «Белокурая Венера»/Blonde Venus, США (реж. Джозеф фон Штернберг)
- «Белый зомби»/White Zombie, США (реж. Виктор Гальперин)
- «Гранд-отель»/Grand Hotel, США (реж. Эдмунд Гулдинг)
- «Красная пыль»/Red Dust, США (реж. Виктор Флеминг)
- «Куле Вампе, или Кому принадлежит мир?»/Kuhle Wampe oder Wem gehört die Welt?, Германия (реж. Златан Дудов)
- «Лицо со шрамом»/Scarface: The Shame Of The Nation, США (реж. Говард Хоукс)
- «Мумия»/The Mummy, США (реж. Карл Фройнд)
- «Один час с тобой»/One Hour with You, США (реж. Эрнст Любич и Джордж Кьюкор)
- «Старый тёмный дом»/The Old Dark House, США (реж. Джеймс Уэйл)
- «Убийство на улице Морг»/Murders in the Rue Morgue, США (реж. Роберт Флори)
- «Уродцы»/Freaks, США (реж. Тод Браунинг)
- «Шанхайский экспресс»/Shanghai Express, США (реж. Джозеф фон Штернберг)

### Советское кино

#### Фильмы БССР
- Возвращение Нейтана Беккера (реж. Рашель Мильман-Кример и Борис Шпис).
- Беглецы (реж. Юрий Тарич).
- Высота 88,5 (реж. Юрий Тарич).
- Слава мира (реж. Владимир Вайншток и Аркадий Кольцатый).

#### Фильмы ЗСФСР

##### Азербайджанская ССР
- Директивный бант (реж. Ага-Рза Кулиев).

##### Армянская ССР
- Курды-езиды (реж. Амасий Мартиросян).
- Мексиканские дипломаты (реж. Амасий Мартиросян и Левон Калантар).
- Поверженные вишапы (реж. Левон Калантар).
- Человек с орденом (реж. Амо Бек-Назаров).
- Я не маленький (реж. Арташес Ай-Айтрян).

##### Грузинская ССР
- Гвоздь в сапоге (реж. Михаил Калатозов).
- Лодырь (реж. Иван Перестиани).
- Солнечной тропой (реж. Александр Такайшвили).
- Шакир (реж. Лео Эсакия).

#### Фильмы РСФСР
- «Аноха», (реж. Александр Усольцев-Гарф)
- «Арестант № 1105», или «Ветер с Востока», «Счастье» (реж. Владимир Соловьёв, Александр Файнциммер)
- «Арут», или «Тридцать дней», «Три процента» (реж. Павел Арманд)
- «В последнюю ночь», (реж. Евгений Якушкин)
- «Властелин мира», (реж. Пётр Зиновьев, Михаил Юдин)
- «Встречный», (реж. Фридрих Эрмлер, Сергей Юткевич)
- «Гайль Москау», (реж. Владимир Шмидтгоф)
- «Горизонт», (реж. Лев Кулешов)
- «Город в степи», (реж. Чеслав Сабинский)
- «Две встречи», (реж. Яков Уринов)
- «Две ночи», (реж. Патвакан Бархударян)
- «Дела и люди», (реж. Александр Мачерет)
- «Для вас найдётся работа», (реж. Илья Трауберг)
- «Друзья совести», или «Восстание в Руре», «Пылающий Рур» (реж. Константин Эггерт)
- «Женщина», (реж. Ефим Дзиган)
- «Изящная жизнь», (реж. Борис Юрцев)
- «Ищу протекции», или «Протекция» (реж. Борис Казачков)
- «Крылья», или «Чёрная кошка» (реж. Илья Кравчуновский, Михаил Гоморов, Борис Юрцев)
- «Лес», (реж. Сергей Герасимов)
- «Личное дело», (реж. Георгий Васильев, Сергей Васильев)
- «Люди без рук», (реж. Игорь Савченко)
- «Мёртвый дом». или «Тюрьма народов», (реж. Василий Фёдоров)
- «На великом пути», (реж. Василий Радыш)
- «Ошибка героя», или «Качество», «Слава» (реж. Эдуард Иогансон)
- «Победители ночи», или «О походе „Малыгина“ в 1931 году» (реж. Адольф Минкин, Игорь Сорохтин)
- «Просперети», (реж. Юрий Желябужский)
- «Рождение героини», (реж. Константин Игнатьев, Алексей Маслюков)
- «Сердце Соломона», или «Интернационал» (реж. Сергей Герасимов (совм. с Михаилом Кресиным)
- «Событие в степи», или «Классовый враг» (реж. Пётр Чардынин)
- «События в городе Сен-Луи», или «Стачка» (реж. Михаил Вернер)
- «Тайна Кара-Тау», или «Тайна чёрных гор» (реж. Александр Дубровский)
- «Таледо», или «Университет» (реж. Александр Ледащев)
- «Тит, или сказ о большой ложке», (реж. Александр Медведкин)
- «Три солдата», или «Зачем вы здесь?» (реж. Александр Иванов)
- «Утирайте слёзы», или «УС» (реж. Пётр Кириллов)

#### Фильмы совместных производителей

##### Двух киностудий и двух союзных республик
- Двадцать шесть комиссаров (реж. Николай Шенгелая и Степан Кеворков).

#### Фильмы УССР
- Блестящая карьера (реж. Владимир Браун).
- Вместе с отцами (реж. Лазарь Френкель).
- «Возможно, завтра», (реж. Дмитрий Дальский, Л. Снежинская)
- Высота № 5 (реж. Фауст Лопатинский).
- Иван (реж. Александр Довженко).
- Парень с берегов Миссури (реж. Владимир Браун).

## Персоналии

### Родились
- 6 февраля — Франсуа Трюффо, французский кинорежиссёр, сценарист, актёр.
- 14 февраля — Александр Клуге, немецкий кинорежиссёр, сценарист и продюсер.
- 18 февраля — Милош Форман, чешский и американский кинорежиссёр, сценарист.
- 27 февраля — Элизабет Тейлор, англо-американская актриса.
- 4 марта — Георгий Штиль, советский актёр театра и кино, Народный артист РФ.
- 31 марта — Нагиса Осима, японский кинорежиссёр и сценарист.
- 4 апреля — Андрей Тарковский, русский советский кинорежиссёр и сценарист, c 1980 года работавший в Западной Европе.
- 10 апреля — Омар Шариф, египетский актёр.
- 27 апреля — Анук Эме, французская актриса.
- 6 мая — Александр Белявский, советский и российский актёр.
- 15 мая — Джон Глен, английский кинорежиссёр и монтажёр.
- 17 мая — Илья Рутберг, советский актёр, Заслуженный деятель искусств РСФСР.
- 19 мая — Майя Булгакова, советская актриса, Народная артистка РСФСР.
- 25 мая — Жоакин Педру ди Андради, бразильский режиссёр и сценарист.
- 26 мая
  - Франк Байер, немецкий кинорежиссёр, сценарист и актёр.
  - Григор Вачков, болгарский актёр театра и кино.
- 15 июня — Мирослав Зоунар, чешский актёр.
- 28 июня — Пэт Морита, американский киноактёр японского происхождения.
- 1 августа — Мина Кумари, индийская киноактриса.
- 6 августа — Аннели Саули, финская киноактриса.
- 27 сентября — Яш Чопра, индийский кинорежиссёр, продюсер и сценарист.
- 13 октября — Душан Макавеев, югославский кинорежиссёр и сценарист.
- 2 ноября — Пал Габор, венгерский кинорежиссёр, сценарист и педагог.
- 12 ноября — Елена Бауман, советский и российский кинокритик.
- 14 ноября — Джо Сайзеску, румынский кинорежиссёр, сценарист и актёр.